# 레오노르 코르테스 목테수마
도냐 레오노르 코르테스 목테수마(스페인어: Doña Leonor Cortés Moctezuma: 1528년경-1594년 이전)는 에르난 코르테스의 사생아 중 한 명이다. 모친은 아스텍 틀라토아니 목테수마 2세의 장녀 테쿠이치포츠 이시카쇼치친이다. 코르테스는 레오노르를 적녀로 인정했고, 그녀는 사카테카스 은광 발견자인 후안 데 톨로사와 결혼했다.